# Jan Skopeček
Jan Skopeček (Litoměřice, 19 de septiembre de 1925-Praga, 27 de julio de 2020) fue un actor y dramaturgo checo de origen judío.

## Biografía
Durante la Segunda Guerra Mundial fue prisionero en un campo de concentración  para judíos.
Empezó su carrera actoral en 1949, apareciendo en numerosas obras de teatro, series de televisión y largometrajes en su país, entre las que destacan películas como Hroch (1973) y Tam, kde hnízdí čápi (1975). Su carrera se extendió hasta mediados de la década de 2010. Fue autor de seis  obras de teatro y varias más de radio. Fue el fundador en 1949 del Teatro Pou Palmovkou –Divadlo pod Palmovkou–.
En la déca de los años 1970 escribió algunas letras de canciones a las que David Laštovka puso la música.
Estuvo casado con la actriz Věra Tichánková hasta el fallecimiento de ella en enero de 2014.
Falleció a los noventa y cuatro años en el Hospital Bulovka en Praga el 27 de julio de 2020.

## Filmografía seleccionada

### Cine
- Poslusne hlásím (1958)
- Sny na nedeli (1959)
- Valcík pro milión (1961)
- Objízdka (1968)
- Hroch (1973)
- Tam, kde hnízdí čápi (1975)
- Signum Laudis (1980)
- Fandy, ó Fandy (1983)
- Podfuk (1985)
- Lady Macbeth von Mzensk (1992)
- Císar a tambor (1998)
- Pametnice (2009)
- Kamenák 4 (2013)
- Vánocní Kamenák (2015)

## Premios y reconocimientos
- Medalla al Mérito de la República Checa. (2017).[2]